# Józef Michał Poniatowski
Józef Michał Ksawery Franciszek Jan Poniatowski, Fürst von Monte Rotondo (auch Joseph bzw. Giuseppe Luci Poniatowski; * 21. Februar 1816 in Rom; † 4. Juli 1873 in London) war ein polnischer Komponist, Sänger (Tenor) und Diplomat.
Der Großneffe des polnischen Königs Stanislaus II. August Poniatowski und Neffe des Generals Józef Antoni Fürst Poniatowski studierte in Rom und anschließend am Piaristen-Kolleg in Florenz, bevor er Musikunterricht bei Padre C. Zanetti und Fernando Cevecchini nahm. Er begann dann eine Laufbahn als Opernsänger und Komponist. Seine erste Oper Giovanni da Procida wurde 1838 in Florenz uraufgeführt. Es folgten weitere Opern wie Don Desiderio (1840), Ruy Blas (1843), Bonifazio dei Geremei (1843), I Lambartazzi und Esmeralda (1847).
1848 erhielt Poniatowski von Leopold II. die toskanische Staatsbürgerschaft und, gemeinsam mit seinem Bruder Karol Poniatowski, den Titel „Fürst von Monte Rotondo“. Er war zweimal Mitglied des Abgeordnetenhauses und wurde 1849 Generalbevollmächtigter der Toskana in Paris, später auch in London und Brüssel. 1853 schied er aus dem diplomatischen Dienst aus und ließ sich in Paris nieder. Im Folgejahr erhielt er die französische Staatsbürgerschaft. Im gleichen Jahr ernannte ihn Napoleon III. zum Senator. In Paris führte Poniatowski seine Opern Don Desiderio (1858), Pierre de Médicis (1860) und Au travers de mur (1861) auf und übernahm 1860 die Leitung des Théâtre-Italien. 1862 hielt er sich in diplomatischer Mission in China und Japan auf.
Nach dem Sturz Napoleon III. 1870 verließ er Frankreich 1871 und ließ sich im englischen Chislehurst nieder. Er führte hier als Dirigent seine F-Dur-Messe auf und inszenierte am Royal Opera House 1872 seine Oper Gelmina. Im Sommer 1873 starb er während der Vorbereitung einer Reise in die USA.